# Worms 4
Worms 4 (рус. Червяки 4) — мобильная видеоигра серии Worms, разработанная и изданная компанией Team17 3 сентября 2015 года для телефонов под управлением iOS и Android. Игра была анонсирована 29 июля вместе с Worms W.M.D.

## Игровой процесс
Как и в предыдущих частях серии, в игре нужно управлять командой червей и с помощью различного оружия уничтожать другие команды. Выигрывает та команда, в которой хотя бы один червяк остался жив, а червяки из остальных команд убиты. В игре есть возможность проходить обучение и тратить внутриигровую валюту на покупки дополнительных вещей.

## Оценки и мнения
| Сводный рейтинг    | Сводный рейтинг                                                          |
| Агрегатор          | Оценка                                                                   |
| ------------------ | ------------------------------------------------------------------------ |
| GameRankings       | 72,83 %                                                                  |
| Metacritic         | 74/100                                                                   |
| Иноязычные издания |                                                                          |
| Издание            | Оценка                                                                   |
| 148Apps            | 4 из 5 звёзд · 4 из 5 звёзд · 4 из 5 звёзд · 4 из 5 звёзд · 4 из 5 звёзд |
| GamesMaster UK     | 71/100                                                                   |
| Gamezebo           | [ 3 ]                                                                    |
| ImpulseGamer       | 3,8/5                                                                    |
| Pocket Gamer UK    | 6/10                                                                     |
| TouchArcade        | 4 из 5 звёзд · 4 из 5 звёзд · 4 из 5 звёзд · 4 из 5 звёзд · 4 из 5 звёзд |

Worms 4 была в основном позитивно принята критиками. На сайте GameRankings игра имеет среднюю оценку 72,83 %, а на Metacritic — 74/100.
Обозреватель из GamesMaster UK оценил Worms 4 в 71 балл из 100 возможных и сказал: «по сути, это приятный новый взгляд на реальную классическую игру». На сайте Pocket Gamer игра получила 6 баллов из 10.